# اتحاد بابوا غينيا الجديدة لكرة القدم
تأسس اتحاد بابوا غينيا الجديدة لكرة القدم (بالإنكليزية: Papua New Guinea Football Association) في عام 1962م وانضم إلى الإتحاد الدولي لكرة القدم في 1963م وإنضم إلى اتحاد أوقيانوسيا لكرة القدم في 1966م.

## روابط إضافية
- Official website
- Papua New Guinea at the FIFA website.
- Papua New Guinea at the OFC website.